# ربات وحشی
ربات وحشی (به انگلیسی: The Wild Robot) یک فیلم پویانمایی علمی-تخیلی ماجراجویی آمریکایی محصول ۲۰۲۴ است که بر اساس مجموعه کتاب‌هایی به همین نام به قلم پیتر براون ساخته شده و توسط دریم‌ورکس انیمیشن تولید و توسط یونیورسال پیکچرز توزیع شده است. این فیلم توسط کریس سندرز نوشته و کارگردانی شده است. صداپیشگان فیلم لوپیتا نیونگو، پدرو پاسکال، کیت کانر، بیل نای، استفانی شو، مارک همیل، کاترین اوهارا، مت بری، و وینگ ریمز هستند.
سندرز ابتدا از طریق دخترش با کتاب اصلی ربات وحشی آشنا شد و سال‌ها بعد فرصتی برای کارگردانی فیلمی اقتباسی در دریم‌ورکس به او پیشنهاد شد. این فیلم با الهام از پویانمایی‌های کلاسیک دیزنی و آثار هایائو میازاکی، از زیبایی‌شناسی نقاشی‌شده توسط شخص استفاده می‌کند. این آخرین فیلمی خواهد بود که به‌طور کامل در دریم‌ورکس انیمیشن ساخته می‌شود، زیرا استودیو پس از سال ۲۰۲۴ به شدت به فروشندگان خارجی متکی خواهد شد. کریس باورز موسیقی فیلم را ساخت و این نخستین موسیقی او برای یک فیلم انیمیشن بود.
ربات وحشی نخستین بار در جشنواره بین‌المللی فیلم تورنتو در ۸ سپتامبر ۲۰۲۴ به نمایش درآمد و در ۲۷ سپتامبر در ایالات متحده اکران شد. این فیلم مورد تحسین منتقدان قرار گرفت و بیش از ۳۳۴ میلیون دلار در مقابل بودجه ۷۸ میلیون دلاری فروش داشت.
دنباله‌ای در حال توسعه قرار دارد.

## زمینه داستانی
ربات وحشی داستان «رازوم ۷۱۳۴» (به اختصار «راز») را دنبال می‌کند، رباتی آینده‌نگر که در یک جزیرهٔ متروک به ساحل می‌رود. از آنجا، طبق خلاصه رسمی فیلم، «داستان بقا و کشف زمانی آغاز می‌شود که او محافظ غیرمنتظره یک غاز یتیم می‌شود که او را برایت‌بیل می‌نامد. آنها با هم برای زنده‌ماندن در محیط سخت تلاش می‌کنند، اما فقط با کمک گروهی نزدیک از حیوانات نامتناسب که ابتدا دوستان و سپس خانواده می‌شوند، موفق به انجام این کار می‌شوند. در نهایت راز و گروهش جزیره را از تهاجم روباتیک سازنده‌اش نجات می‌دهند و با هر وسیله‌ای به دنبال بازگرداندن او به تمدن می‌شوند.»

## صداپیشگان
- لوپیتا نیونگو در نقش رازوم واحد ۷۱۳۴ («راز»)، یک ربات رها شده که در جزیره‌ای جنگلی که یادمی‌گیرد با محیط جدیدش سازگار شود.[۵] نام خط تولید او، ROZZUM، و سازنده‌اش، یونیورسال داینامیکس، اشاره‌ای به کارخانه ربات‌سازی روسوم دارد، نمایشنامه‌ای که اصطلاح «ربات» را ایجاد کرد.[۶]
  - نیونگو همچنین صدای رازوم واحد ۶۲۶۲ («رامج») را ایفا می‌کند، یک ربات شکسته که در همان جزیرهٔ رها شده، که ترانسپوندر خود را به راز می‌دهد تا به خانه بازگردد.
- پدرو پاسکال در نقش فینک، یک روباه سرخ شیطون که اولین حیوانی است که راز به او کمک می‌کند و با او دوست می‌شود.[۵]
- کیت کانر در نقش برایت‌بیل، یک غاز کانادایی ناتوان که پس از از دست دادن خانواده بیولوژیکی‌اش توسط راز به عنوان پسر خودش بزرگ می‌شود.[۵]
  - بون استورم در نقش بیبی برایت بیل.[۷]
- کاترین اوهارا در نقش پینک‌تیل، یک صاریغ ویرجینیایی که به راز توصیه‌هایی در مورد بزرگ کردن برایت‌بیل می‌دهد.[۵]
- بیل نای در نقش لانگ نک، یک غاز سالخوردهٔ کانادایی که به راز کمک می‌کند تا آموزش پرواز برای برایت‌بیل را درک کند.[۵]
- استفانی شو در نقش ونترا، یک ربات در شکل ماهی مرکب که برای بازیابی راز فرستاده می‌شود.[۵]
- مارک همیل در نقش تورن، یک خرس گریزلی.
- مت بری در نقش پدلر، یک سگ آبی که روزهایش را در تلاش برای جویدن یک درخت غول پیکر می‌گذراند.
- وینگ ریمز در نقش تاندربولت، یک شاهین بحری که به برایت‌بیل کمک می‌کند پرواز را بیاموزد.[۵][۸]

## تولید

### توسعه
در ۲۸ سپتامبر ۲۰۲۳، دریم‌ورکس انیمیشن اعلام کرد که یک انیمیشن اقتباسی از مجموعه کتاب‌های ربات وحشی اثر پیتر براون با کارگردان فیلم‌های چگونه اژدهای خود را تربیت کنیم (۲۰۱۰) و غارنشینان (۲۰۱۳) یعنی کریس سندرز، و تهیه کنندگی جف هرمان، و، تهیه‌کننده اجرایی دین دبلوا، همکار خلاق و قدیمی سندرز در حال تولید می‌باشد. دیگر اعضای خدمه نیز اعلام شده‌اند، از جمله طراح تولید ریموند زیباچ، سردبیر مری بلی و مدیر داستان هایدی جو گیلبرت.
این آخرین فیلمی است که به‌طور کامل توسط دریم‌ورکس در محوطه دانشگاه گلندیل ساخته می‌شود. کارتون برو در اکتبر ۲۰۲۳ گزارش داد که دریم‌ورکس از تولید فیلم در داخل استودیوی خود کنار می‌رود تا پس از سال ۲۰۲۴ بیشتر به استودیوهای بیرونی تکیه کند، که بخشی از نقشه‌های رندی لیک، مدیر عملیات در مجموعه‌ای از جلسات در ماه قبل است. بر اساس این گزارش، سونی پیکچرز ایمج‌ورکز به عنوان سرویس انیمیشن یکی از دو فیلم دریم‌ورکس که تاکنون اعلام نشده و برای سال ۲۰۲۵ برنامه‌ریزی شده بودند، نامگذاری شده است.

## انتشار
ربات وحشی نخستین نمایش جهانی خود را به عنوان پیشگام مراسم افتتاحیهٔ جشنواره بین‌المللی فیلم تورنتو در ۸ سپتامبر ۲۰۲۴ داشت. این فیلم در ۲۷ سپتامبر ۲۰۲۴ در ایالات متحده اکران شد. این فیلم در ابتدا برای اکران در ۲۰ سپتامبر ۲۰۲۴ برنامه‌ریزی شده بود، اما یک هفته بعد برای جلوگیری از رقابت با تبدیل‌شوندگان یک به عقب کشیده شد.
به عنوان بخشی از قرارداد یونیورسال با نتفلیکس، این فیلم در چهار ماه اول پنجره تلویزیونی پولی از پیکاک پخش می‌شود، سپس برای ده ماه آینده به نتفلیکس منتقل می‌شود و سپس برای چهار ماه باقی‌مانده به پیکاک بازمی‌گردد.

## بازخورد

### گیشه
در ایالات متحده و کانادا، ربات وحشی در کنار مگالوپلیس منتشر و پیش‌بینی شد در آخر هفته افتتاحیه آن از ۳٫۹۰۰ سینما ۲۴ تا ۳۰ میلیون دلار فروش داشته باشد. این فیلم ۱٫۹ میلیون دلار از پیش‌نمایش‌های پنجشنبه به دست آورد.

### واکنش انتقادی
در وبگاه جمع‌آوری نقد راتن تومیتوز، ٪۹۸ از ۱۲۶ بررسی منتقدان مثبت است، و میانگینِ امتیاز آن ۸٫۵/۱۰ است. اجماع این وبگاه چنین می‌نویسد: «ربات وحشی داستان ساده‌ای است که با پیچیدگی فراوان گفته می‌شود و سرگرمی شگفت‌انگیزی است که چشم را شگفت‌زده و در عین حال شما را به‌شدت تحت تأثیر قرار می‌دهد.» این فیلم در متاکریتیک که از میانگین وزنی استفاده می‌کند، بر اساس نظر ۳۴ منتقدین امتیاز ۸۵ از ۱۰۰ را کسب کرده که نشان‌گر «تحسین همگانی» است. تماشاگران شرکت‌کننده در نظرسنجی سینماسکور به فیلم نمره متوسط «A» را در مقیاس A+ تا F دادند، در حالی که آنهایی که توسط پست‌ترک مورد بررسی قرار گرفتند، ۹۶٪ نمره کلی مثبت به آن دادند و ۶۲٪ گفتند که قطعاً آن را توصیه می‌کنند.